# Artem Szczedry
Artem Albertowycz Szczedry, ukr. Артем Альбертович Щедрий (ur. 9 listopada 1992 w Berysławiu, w obwodzie chersońskim, Ukraina) – ukraiński piłkarz, grający na pozycji pomocnika.

## Kariera piłkarska

### Kariera klubowa
Wychowanek klubów Olimpik Donieck i Dynamo Kijów, barwy których bronił w juniorskich mistrzostwach Ukrainy (DJuFL). Karierę piłkarską rozpoczął 9 sierpnia 2009 w drugiej drużynie Dynama. Po kontuzji postanowił odejść z Dynama. W styczniu 2012 dołączył do Wołyni Łuck. 22 sierpnia 2013 przeszedł do Zirki Kirowohrad. 20 czerwca 2017 przeszedł do FK Ołeksandrija. 14 lutego 2018 przeniósł się do Olimpiku Donieck. W końcu maja 2018 za obopólną zgodą anulował kontrakt z donieckim klubem, a 6 czerwca 2018 zasilił skład SK Dnipro-1. 29 stycznia 2019 przeszedł do Inhułca Petrowe.

### Kariera reprezentacyjna
Występował w juniorskich reprezentacjach Ukrainy U-17 i U-19.

## Sukcesy i odznaczenia

### Sukcesy piłkarskie
Zirka Kirowohrad
- mistrz Ukraińskiej Pierwszej Ligi: 2015/16